# Жан Жозеф Ланге де Жержі
Жан Жозеф Ланге де Жержі (фр. Jean-Joseph Languet de Gergy; 25 серпня 1677, Діжон, Франція — 11 травня 1753, Санс, Бургундія) — французький церковний діяч, богослов, єпископ Суассона (1715—1731), Арх 1730—1753), член Французької академії (1721—1753).

## Біографія
Представник стародавнього бургундського роду, удостоєного дворянства у 1373 році. Народився у сім'ї генерального прокурора парламенту Бургундії.
Його покровителем був Жак Бенінь Боссюе, який представив його королю Людовіку XIV, який призначив Ланге де Жержі капеланом своєї дочки Марії Аделаїди.
Тоді ж став генеральним вікарієм Єпархії Отена, де було поховано Святу Маргариту Марію Алакок. Йому було доручено дослідити чудеса, які, як стверджувалося, здійснила свята. У результаті 1729 року він написав її біографію.
У 1715 призначений єпископом Суассона, потім в 1730 — Архієпископом Санса.
З 1747 був членом Державної ради Франції.
У 1721 році обраний членом Французької академії (крісло № 1).
Ланґе де Жержі активно боровся з янсеністами, був противником їхнього лідера Паск'є Кенеля. Виступав на захист папської булли Unigenitus 1713, брав участь у численних політико-релігійних полемічних суперечках. Автор богословських праць та брошур, катехизмів та пастирських послань.